# Sarata (stacja kolejowa)
Sarata (ukr. Сарата) – stacja kolejowa w miejscowości Sarata, w rejonie białogrodzkim, w obwodzie odeskim, na Ukrainie. Położona jest na linii Odessa – Arcyz.